# ThetaHealing
ThetaHealing là một phương pháp tự chữa lành được Vianna Stibal sáng tạo ra vào năm 1994, được thiết kế để giúp con người thay đổi những niềm tin bị hạn chế trong tiềm thức đã ngăn cản họ đạt được mục tiêu của mình về sức khỏe, sự giàu có hoặc tình yêu.

## Đăng ký
ThetaHealing được đăng ký dưới dạng các buổi học riêng lẻ được gọi là 'hoạt động niềm tin', trong đó khách hàng và hướng dẫn viên theta ngồi đối diện trực tiếp với nhau hoặc qua điện thoại. Phương pháp này được sử dụng như những công cụ giúp bạn hàng ngày tự thiền định và xem xét nội tâm.
Ý tưởng ở đây là người tham gia có thể tìm thấy và thay đổi cái gọi là 'niềm tin' có thể tồn tại trong tiềm thức ở những cấp độ cốt lõi, di truyền, lịch sử và tâm hồn. Mục tiêu là để cải thiện sức khỏe và hạnh phúc chung như Vianna đã phát biểu, 'Niềm tin giúp chúng ta có khả năng loại bỏ và thay thế các suy nghĩ tiêu cực bằng những suy nghĩ tích cực và có lợi.

## Triết lý
Theo Vianna Stibal, triết lý của ThetaHealing xoay quanh 'Bảy Phương thức tồn tại', cung cấp một khuôn khổ để thể hiện tầm quan trọng của 'Người tạo ra Tất cả những gì Thuộc về Phương thúc Thứ bảy', cũng được mô tả là 'một nơi của tình yêu và trí tuệ hoàn hảo.'
Bảy Phương thức tồn tại giải thích thế giới vật chất và tinh thần khi chúng liên quan đến chuyển động của các nguyên tử và phân tử, Phương thức Thứ bảy là sức sống tạo ra vạn vật.
Ngoài ra, các khái niệm của phương pháp này có thể tích hợp với hầu hết các khái niệm tôn giáo.

## Phê bình
Triết lý của ThetaHealing đã bị chỉ trích do tính chất bí truyền và dựa vào niềm tin.